# Море Шамплена

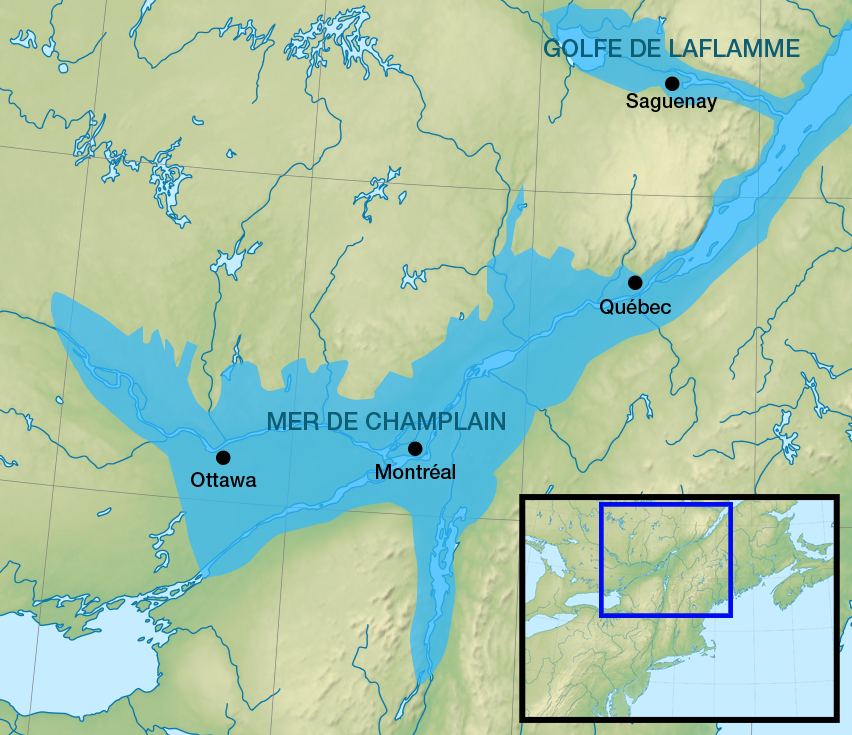
Море Шамплена

Море Шамплена — колишня тимчасова вузька морська затока Атлантичного океану, паратропічне, або континентальне море, створене відступаючими льодовиками наприкінці останнього льодовикового періоду. Воно колись займало територію сучасних канадських провінцій Квебек і Онтаріо , а також частково американських штатів Нью-Йорк і Вермонт.
Під час останнього льодовикового максимуму Лаврентійський льодовиковий щит під своє вагою продавив під собою гірську породу. В після льодовиковий час відбувся ізостатичний підскок, проте цей процес вельми повільний і в місцях найбільшого навантаження поверхня має U-подібну форму або підкови. Коли процес ізостазії тільки-но розпочався долини річок Святого Лаврентія і Оттави, як і сучасне озеро Шамплейн, перебували нижче рівня моря і зазнали затоплення, коли лід вже не заважав водам океану.
Це море існувало приблизно з X по VII тисячоліття до Р. Х. і постійно зменшувалося, так як суходіл поступово піднімався над рівнем моря. У максимальному розмірі море врізалося вглиб материка на південь до озера Шамплейн, а на захід приблизно до сучасної Оттави (Онтаріо) . У цей час море живилося тагнувшими льодовиками. За оцінками, море мало максимальну глибину 150 м.
В даний час про це море свідчать скам'янілості китів (білух, смугачів і гренландських китів) і морські раковини, знайдені біля міст Оттава (Онтаріо) і Монреаль (Квебек), Стародавні берегові лінії в колишніх прибережних регіонах і поклади ледського мулу. Видима давня берегова лінія знаходиться приблизно в 40 км на північний схід від гори Пакенхем (Онтаріо) і відома нині як ескарп Ердлі на пагорбах Гатіно в провінції Квебек.

## Ресурси Інтернету
- History of the Champlain Sea [Архівовано 11 лютого 2015 у Wayback Machine.].
- Charlotte, The Vermont Whale
- https://web.archive.org/web/20070513190043/http://www.lesaventuresdupatrimoine.com/joly/gardiens/gar14.html
- http://www.civilization.ca/cmc/archeo/kichisibi/champlain/f3-0.htm [Архівовано 26 травня 2008 у Wayback Machine.]
- http://www.ggl.ulaval.ca/personnel/bourque/s3/retrait.glaces.html [Архівовано 6 серпня 2017 у Wayback Machine.]